# HOSI

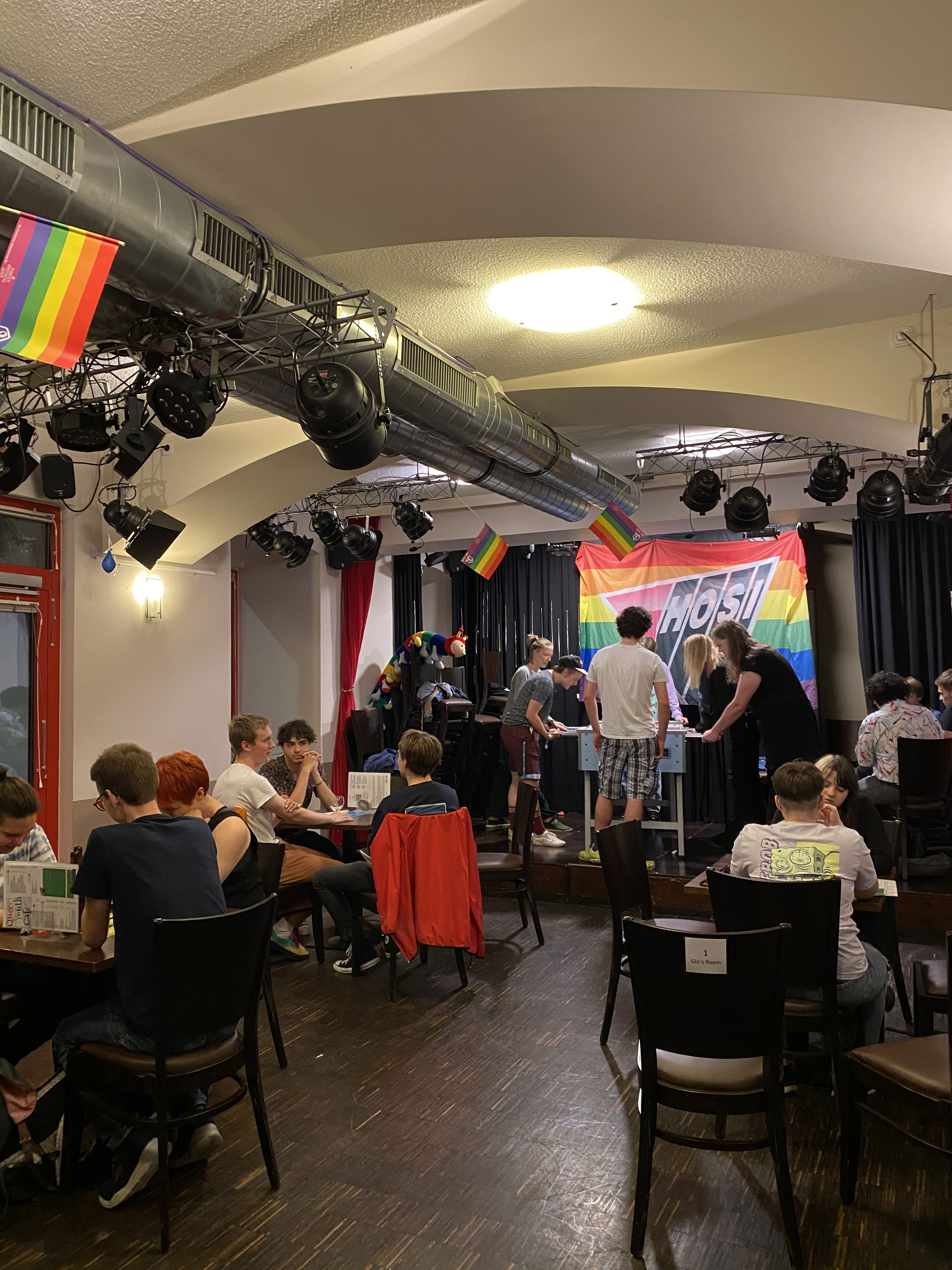
Jugendveranstaltung in der HOSI Wien im August 2021

HOSI ist die seit 1979 verwendete Abkürzung für Homosexuelle Initiative bzw. Homosexuelle Initiativen. Diese Bezeichnungen werden vor allem aus juristisch-historischen Gründen von mehreren dezentralen und voneinander unabhängigen Organisationen verwendet, welche für die Rechte von LGBTIQ Menschen in Österreich oder den angrenzenden Ländern eintreten.
Bundesweit erscheinende Medien beziehen sich häufig auf die in der Bundeshauptstadt beheimatete Homosexuelle Initiative Wien, regional erscheinende meist auf die jeweils lokal vorhandene HOSI. Fälschlicherweise entstand dadurch der Eindruck, als handle es ich um eine Dachorganisation, wogegen HOSI lediglich eine COOPI darstellt.

## Etymologie
1979, als die erste Homosexuelle Initiative in Wien mit Wolfgang Förster gegründet wurde, existierte mit § 221 StGB noch das Verbot für „Verbindungen zur Begünstigung gleichgeschlechtlicher Unzucht“ (kurz: „Vereinsverbot“), welches erst am 1. März 1997 (BGBl. 1996/762) außer Kraft getreten ist. Man nannte sich also „Initiative“ anstatt Verein – teils aus taktischer Vorsicht, teils wegen des dynamischeren Begriffs: Ziel war und ist ja, etwas zu bewegen. Damals wurde in einer Versammlung auch die Kurzform HOSI beschlossen. Nach Anfangsschwierigkeiten wurde der Verein 1980 von der zuständigen Wiener Behörde zugelassen, bei Vereinsgründungen in den anderen Bundesländern wurde der schon einmal akzeptierte Name beibehalten. Bei der Gründung der HOSI Salzburg im Jahr 1980 wurde der Untersagungsbescheid der Salzburger Vereinsbehörde erst kurz nach Ablauf der sechswöchigen Frist nach der Anmeldung zugestellt und war somit ungültig. Man geht davon aus, dass diese „österreichische Lösung“ ein Schachzug der Behörde war, um dem Gesetz formal zu entsprechen („Wir haben ihn untersagt.“), den Verein aber trotzdem nicht zu verbieten („Es wurde ‚leider‘ zu spät abgeschickt“.)
Die für alle HOSIs manchmal verwendete Langformen „Homosexuellen(-)Initiative“ oder „Homosexuelleninitiative“ sind irreführend bis falsch, außer ein einfach angehängtes „n“ ergibt sich durch eine Flexion. Die häufig verwendete unpräzise Langform HomosexuelleN-Initiative blendet einen charakteristischen Nebenaspekt aus, da sie nahelegt, der betreffende Verein akzeptiere nur Lesben und Schwule als Mitglieder. Diese Einschränkung gilt nur de facto für zentrale Vertretungsaufgaben, jedoch hatten bereits mehrfach heterosexuelle Frauen und Männer auch Vorstandsfunktionen in einigen HOSIs inne. Der korrekte Langname HomosexuellE Initiative bezieht sich daher ausschließlich auf die mit Diskriminierung verbundene Orientierung im weitesten Sinn, also nicht nur, wenn sie überwiegt – und zielt damit auf die Überwindung einer Freiheitsbeschränkung für (fast) alle Menschen.

## Organisationen
Derzeit gibt es je eine HOSI in Wien, Linz, Salzburg, Innsbruck und Eisenstadt, früher auch in Graz und in Dornbirn. Nachdem der Verein in Graz eingegangen war, gründeten sich zwei Jahre später die RosaLila PantherInnen und wurden längere Zeit manchmal nach dem Vorgängerverein als HOSI Steiermark bezeichnet.
Die HOSI-Vereine in den einzelnen Bundesländern arbeiten seit je her dezentral und unabhängig voneinander. Als Dachverband für die HOSIs und für die anderen österreichischen Vereine existierte von 1991 (als Verein von 1995) bis 2000 das Österreichische Lesben- und Schwulenforum (ÖLSF). Jede Initiative arbeitet bundesweit mit Hauptfokus auf das Heimatbundesland, wobei keine Ableger in anderen Bundesländern vorgesehen sind. Da der Sitz der Bundesregierung und des Parlaments Wien ist, ist es für die HOSI Wien leichter, Bundesagenden wahrzunehmen. Jedoch sind bei offiziellen Terminen auch die anderen Vereine oft gleichberechtigte Partner, sofern es die Personalressourcen zulassen.
| Vereinsname                                                                                   | Kurzform        | Bundesland/Hauptfokus | Ort            | von        | bis  | nahestehendes Zeitungsprojekt                                                   |
| --------------------------------------------------------------------------------------------- | --------------- | --------------------- | -------------- | ---------- | ---- | ------------------------------------------------------------------------------- |
| Homosexuelle Initiative (HOSI) Wien – 1. Lesben- und Schwulenverband Österreichs              | HOSI Wien       | Wien Niederösterreich | Wien           | 1979       | akt. | LAMBDA-Nachrichten (1979-akt.)                                                  |
| HOSI Salzburg Homosexuelle Initiative Salzburg                                                | HOSI Salzburg   | Salzburg              | Stadt Salzburg | 1980       | akt. | HOSI News (1995–2007) COMING IN (2008-akt.)                                     |
| Homosexuelle Initiative Linz (HOSI Linz) – Die Lesben- und Schwulenbewegung in Oberösterreich | HOSI Linz       | Oberösterreich        | Linz           | 1982       | akt. | HOSI-Info (1991–1997) PRIDE (1997–akt.)                                         |
| Homosexuelle Initiative Steiermark                                                            | HOSI Steiermark | Steiermark            | Graz           | 1983       | 1989 | Rosa Buschtrommel (1984–1989)                                                   |
| Homosexuelle Initiative Tirol (HOSI-Tirol)                                                    | HOSI Tirol      | Tirol                 | Innsbruck      | 1983       | akt. | PRIDE (2008–2014) Rainbow UNITED (2015-akt.)                                    |
| Homosexuelle Initiative Vorarlberg                                                            | HOSI Vorarlberg | Vorarlberg            | Dornbirn       | 1987       | 2001 |                                                                                 |
| RosaLila PantherInnen                                                                         | RLP             | Steiermark            | Graz           | 1991       | akt. | Rosa-Lila Buschtrommel (1992–2000) PRIDE (2000–2021) Das Querformat (2021-akt.) |
| Homosexuelle Aktion Vorarlberg (HAV) – Lesben-, Schwulen- und Bisesexuellenverband Vorarlberg | HAV             | Vorarlberg            | Dornbirn       | 1998/ 1999 | akt. |                                                                                 |
| Go West                                                                                       | Go West         | Vorarlberg            | Bregenz        | 2006       | akt. |                                                                                 |
| HOSI Burgenland – Initiative der LGBTQIA+ Menschen im Burgenland                              | HOSI Burgenland | Burgenland            | Eisenstadt     | 2025       | akt. |                                                                                 |

Weitere bedeutende und teilweise von ehemaligen Mitarbeitern der HOSI Wien gegründete Vereine sind das Rechtskomitee Lambda (RKL) als Rechtshilfe-, Beratungs- und Lobbyorganisation, der Klagsverband und die Rosa Lila Villa als Beratungs-, Wohn- und ehemals alternatives Gastronomieprojekt sowie als Treffpunkt für viele kleinere Gruppen.
Zum Gründungsdatum war die HOSI Wien eine reine Schwulenorganisation, einige Monate später wurden auch Lesben aufgenommen, die eine von Beginn an sehr aktive Arbeitsgruppe gründeten. Vereine in einigen anderen Bundesländer wurden bereits führend von Frauen initiiert und aufgebaut. Seit 1991 üben die leitende Funktion der HOSI Wien stets eine Obfrau und ein Obmann aus. Das Statut sieht eine Geschlechterdiversität der Obleute vor.
Die meisten der HOSIs, und auch die Schwesternvereine die nicht den Namen HOSI tragen, setzen sich mittlerweile nicht mehr nur für die Recht von Schwulen und Lesben ein, sondern auch für andere Personengruppen der LGBTIQ-Community. So jedenfalls die HOSI Wien, die laut ihrem Forderungsprogramm auch für bisexuelle, transgender, intergeschlechtliche und queere Menschen zu kämpft.

## Arbeit
Hauptaufgaben der als Nichtregierungsorganisationen agierenden Vereine sind die Beratung von Homosexuellen oder Menschen aus deren Umfeld, Unterstützung von Forderungen nach Gleichstellung (z. B. nach der Ehe entsprechenden Partnerschaftsformen), Bekämpfung von Diskriminierung, Abbau von Vorurteilen, Mitentwicklung der gesellschaftlichen Akzeptanz und Treffpunkt außerhalb der kommerziellen Lokalszene.
Die Lesben- und Schwulenbewegung in Österreich hat einige politische Veränderungen erreicht, unter anderem:
- 1989: Aufhebung des Verbots schwuler Prostitution (§ 210 StGB)
- 1996: Aufhebung des Vereins- und so genannten Werbeverbots (= „Gutheißung“) für homosexuelle Themen (§§ 220, 221 StGB)
- 2003: Löschen der Vormerkungen in EKIS und erkennungsdienstlicher Daten von Verurteilten nach § 209
- 2000–2005: Aufnahme des Schutzes vor Diskriminierung in die Landesverfassungen einiger Bundesländer
- 2005: Aufnahme von Homosexuellen als Opfergruppe ins Opferfürsorgegesetz
- 1996: Pflegeurlaub für Landesbedienstete in der Steiermark (Panther)

Weitere Verbesserungen mussten anhand von konkreten Fällen auf gerichtlichem Weg und mit gemeinsamer Vorarbeit aller Kräfte errungen werden:
- 2002: Aufhebung des § 209 StGB, der ein um vier Jahre höheres Schutzalter für gleichgeschlechtlichen männlichen Sexualverkehr vorschrieb (Vergleichbar mit dem deutschen § 175, zweimalig bis zum VfGH durch die HOSI Wien (1989) und durch das RKL)
- 2003: Eintrittsrecht in den Mietvertrag des verstorbenen gleichgeschlechtlichen Partners (bis zum EGMR durch die HOSI Wien)
- 2003: Verbot der Rückwirkung des neuen § 207b StGB auch bei schwulen Beziehungen durch den OGH (RKL)
- 2004: Schenkungssteuerfreie Unterstützung auch für gleichgeschlechtliche Lebensgefährten
- 2003–2006: Aufhebung zahlreicher Verurteilungen wegen § 209 und Zuerkennung von Wiedergutmachungszahlungen durch den EGMR (RKL)
- 2006: Anordnung der Löschung auch manuell erfasster Daten von Verurteilten nach § 209 durch den VwGH und den VfGH (RKL)

Die HOSI-Vereine führen auch regelmäßige Projekte durch. Das unumstritten größte Projekt ist die Wiener Regenbogenparade, die 1996 vom Österreichischen Lesben- und Schwulenforum gegründet wurde, seit 2003 von der HOSI Wien organisiert wird und jährlich von über 300.000 Menschen besucht wird. Die bisher größte Demonstration, die durch die HOSI Wien organisiert wurde, Regenbogenparade im Rahmen der EuroPride Vienna 2019, welche 500.000 Menschen angezogen hat und somit die größte Demonstration Österreichs darstellt. Zusätzlich gibt es zahlreiche Festveranstaltungen aller Vereine – wie den jährlich stattfindenden Regenbogenball im Parkhotel Schönbrunn –, Stop-Aids-Projekte (PantherInnen), Jugendprojekte (HOSI Linz und Wien) und auch lokale Paraden (HOSI Salzburg und Tirol).

## HOSI im Ausland
Im an Österreich angrenzenden deutschen Sprachraum ist der Name „Homosexuelle Initiative“ bzw. die Kurzform „HOSI“ ebenfalls verbreitet.

### Deutschland
Die HOSI Rosenheim existierte von 2000 bis 2005 und musste wegen mangelnder Beteiligung sowie anderweitiger Verpflichtungen der bestehenden Mitglieder aufgelöst werden. Der Jugendstammtisch verlagerte sein Treffen in ein Lokal. Unter anderem um die daraufhin entstandene örtliche Lücke zwischen München, Salzburg und Innsbruck zu schließen, wurde im März 2006 queer.in.kufstein gegründet.

### Italien
In Bozen gibt es seit 1991 Centaurus – Schwul-lesbische Initiative Südtirol, welche in ihren Aufgaben und Tätigkeiten ähnlich den österreichischen Schwestervereinen ist. Zu Beginn nannte sie sich lange Zeit HIS / IOS CENTAURUS (Homosexuelle Initiative Südtirol / Iniziativa Omosessuale Sudtirolo).

## LAMBDA
Die LAMBDA ist eine Zeitschrift der HOSI in Wien. Sie wird seit 1979 produziert und ist das älteste, durchgängig erscheinende Lesben- und Schwulenperiodikum im deutschsprachigen Raum.

### Erscheinungsweise
Bis 2005 erschien die LAMBDA viermal, danach sechsmal, seit 2010 fünfmal jährlich, aktuell viermal jährlich. Sie liegt in Szenelokalen und -Geschäften mit Schwerpunkt Wien zur Entnahme auf und wird an Mitglieder der HOSI Wien und an Abonnenten per Post versandt. Seit der dritten Ausgabe 2004 wird die LAMBDA auch als PDF im Originallayout im Internet publiziert.

### Auflage und Leser
Die LAMBDA erscheint in einer Auflage von 2500 Exemplaren. Das Heft wird in DIN A4 gedruckt und der Umfang beträgt 40–56 Seiten. Zur Leserschaft zählen vorrangig die Menschen der österreichischen LGBTIQ-Community.